# Vrabac
Vrabac, (obični vrabac, vrabac pokućar, domaći vrabac; lat. Passer domesticus) je ptica pjevica koja pripada porodici vrabaca.

## Naseljenost
Naseljen je u mnoge dijelove Europe i Azije. U Hrvatskoj i u nekim drugim zemljama obični vrabac se naziva i vrapcem pokućarom. U Americi vrapca nazivaju engleskim vrapcem kako bi ga razlikovali od autohtonog američkog vrapca. Danas je domaći vrabac prisutan i kao kućni ljubimac kod nekih ljudi.
Čovjek je istrijebio vrapce u Subsaharskoj Africi, Australiji, Novom Zelandu, u Južnoj i Sjevernoj Americi. No, nakon izvjesnog vremena, vrapci su ponovno dovedeni u ista staništa.
Između 1850. i 1875. godine vrapci su uvedeni u Sjedinjene Američke Države, no mjerodavna tijela su, u razdoblju do 1883. godine, vrapce proglasila štetnom vrstom, pa ih je bilo zabranjeno uvoziti u Sjedinjene Američke Države.
U Kini su nakon 2. svjetskog rata također proglasili (Mao Ce Tung) vrapca štetočinom, jer su zbog povećanog broja populacije tih "letećih miševa" stradavali usjevi žitarica, posebno riže. U masovnom odstrijelu stradao je nepoznat broj vrabaca koji su dvije godine bili na meti praćaka, zračnih pušaka, topova, mreža i drugih sredstava korištenih za hvatanje i ubijanje. Seljaci i ostali lovci bili su plaćeni po broju ubijenih ptica te su neki i odlikovani za taj čin narodne hrabrosti. Ispostavilo se da je to najveća greška koju je netko napravio nad jednom ptičjom vrstom, što su pokazale sljedeće godine u Kini kada zbog najezde kukaca nije bilo dovoljno ptica koje se njima hrane. Po proračunima stradalo je više usjeva nego što bi se to isto dogodilo za 10 godina najezde vrabaca. Valja napomenuti da je pri ovom odstrijelu vrabca zbog nerazlikovanja ptica stradao i nepoznat broj drugih ptičjih vrsta.
Ljudi inače uglavnom ne mare za vrapce, a u nekim zemljama čak se i smatralo da vrapci prenose zaraze.

## Opis
Mužjak ima plavkasto sivo tjeme i zatiljak oivičen kestenjasto smeđim poljem koje počinje kod očiju i završava na zatiljku. Obrazi su svjetlo sivi do bjelkasti. Prsa i trbuh su pepeljasto sivi, a podvoljak, grlo i kljun su crne boje. Leđa su smeđa s uzdužnim crnim prugama. U jesen nakon mitarenja crni dio na podvoljku može biti pokriveno svjetlijim rubovima novog perja. Ljeti je mužjaku kljun plavo-crn, a noge smeđe boje. U hladnijim područjima, mužjak ima blijedo perje sa žućkasto-smeđim kljunom. Ženka nema sivkasti zatiljak niti crni kljun i glavu, i lako ih je razlikovati, za razliku od poljskih vrabaca. Mladi stari nekoliko dana imaju meko tamnosmeđe paperje i svijetli žuti kljun. Ženka leže ... jaja. Tek izleženi mladunci nemaju perje. Relativno česta je pojava jedinki s djelomičnim albinizmom. Vrapci imaju relativno izraženi spolni dimorfizam. Svojim izgledom domaći vrabac pomalo sliči poljskom vrapcu, ali je domaći vrabac nešto tamnijeg perja. Kreću se skakutanjem. Glasa se "živ-živ".
Odrasli vrabac je velik 14-16 cm i težak 24-38 g, i malo je veći od poljskog vrapca. Raspon krila iznosi 25 cm. Tijelo mu je često "napuhano", spojeno s manjom glavom. Na glavi ima kratki, stožasti kljun. Na nogama ima četiri prsta, a rep je kratak. Kad leti, maše krilima nekoliko puta u sekundi. Odlično i brzo leti. Pod krilima se nalazi bijela mrlja.

### Perje i mitarenje
Mladenačko mitarenje je potpuno, i počinje u dobi između šest i osam tjedana. Kako bi bilo dovršeno prije početka nepovoljnih vremenskih prilika može, ovisno o dobi valjenja, biti skraćeno s prosječno 82 na samo 64 dana.

### Rasprostranjenost
Rasprostranjen je u Africi, Aziji, Europi, Sjevernoj i
Južnoj Americi. Najrasprostranjenija je ptica na planetu, ali se brojka vrabaca smanjuje u mnogim zemljama. Živi u gradovima, ali i izvan naseljenih mjesta. Također, može živjeti bilo gdje, no može živjeti i u ljudskoj blizini.

### Prehrambene navike
Hrani se sjemenkama i kukcima, obično manjim leptirima. Mladi vrapci se hrane ličinkama kukaca. U proljeće, hrana mu je nektar iz cvijeća žute boje, poput jaglaca, šafrana i jedića. Hrani se i paucima te voćem.

### Gniježđenje
Vrabac se gnijezdi na mnogim mjestima:u kućnim strehama, rupama, u šupljinama zgrada, na bršljanu oko kuća i u grmlju, pa čak i na morskim grebenima. Gnijezdo koje je smješteno na bršljanu ili u nekoj rupi najčešće je neuredno, izgrađeno od slamki, ostataka smeća i perja. Prostrana i dobro izgrađena gnijezda pravi u grmlju i na stablima. Vrapci mogu biti veoma agresivni kad je riječ o mjestima na kojim se gnijezde, pa često uništavanju gnijezda prijašnjih stanovnika. Katkad koriste napuštena gnijezda drugih ptica. Lastavice i ptice plavog perja posebno su osjetljive na vrapčevo agresivno ponašanje. Zauzvrat, vrapci, poput čvoraka, ubijaju odrasle plave ptice i njihove mlade, kako bi dobili priliku za gniježđenje.

### Razmnožavanje
Kao i neke druge vrste ptica, tako i vrabac pred parenje potpuno izmijeni vanjski izgled. Mužjak u tom razdoblju dobiva traku sive boje na vrh glave, novu nijansu boje na krilima i svijetlobijele obraze. U gnijezdo ženka snese 5-8 jaja veličine 15 x 22 mm i težine od 3 g. Jaja su prašnjava s nekoliko crno-sivih pjegica i na njima ženka sjedi 10-12 dana. Inkubacija u vrabaca traje jako kratko. Ženka vrapca u ljeto u Novoj Engleskoj i u SAD-u obično snese u gnijezdo i do 25 jaja.

#### Životni vijek
Spolno zreli vrapci prosječno žive od 1,5 do 2,3 godine. Ako se računaju i mladi vrapci, tada je prosječni životni vijek tek 9 mjeseci. Vrapci dulje žive u gradovima nego u otvorenoj prirodi. Pomoću prstenovanja je zabilježeno da neki primjerci žive i do 14 godina na slobodi. U zatočeništvu dožive i do 23 godine. Mladi vrapci obično nauče letjeti s 15 dana.

### Zanimljivosti o vrapcu
- Vrabac je najrasprostranjenija ptica na svijetu,[2] iako se u mnogim zemljama njegov broj smanjio.
- Inkubacija je najkraća u vrapca jer traje svega 10-12 dana.
- U nekim zemljama (posebno u zemljama u kojima su vrapci rijetki) se ponekad neke primjerke vrabaca drži u zoološkim vrtovima.
- U blizini Mostara postoji malo naselje Vrapčići.
- Vrabac je jedina ptičja vrsta koja ne šeće, već isključivo skače!

## Vrabac u legendama i Bibliji
U jednoj budističkoj mitologiji Sidharta (Buda) je doživio duhovno buđenje. Zato su mu se svi prisutni došli pokloniti; no vrapci su došli zadnji. Zbog toga, Buda je vrapcima svezao noge da ih kazni.
Vrabac se često spominje u Bibliji, a posebno se spominje u Novom zavjetu.

## Ekologija (status vrabaca u različitim kontinentima)

### Vrapci u Europi
U mnogim dijelovima Europe broj vrabaca (populacija) se smanjuje.  Brojka vrabaca u toj zemlji se prepolovila u odnosu na stanje iz 1980-ih. I u Velikoj Britaniji situacija je slična jer je u posljednjih 25 godina nestalo 64% ukupnog broja vrabaca. Navode se različiti razlozi za smanjivanje populacije, a jedan od najiznenađujućih razloga je uvođenje bezolovnog goriva, čije izgaranje proizvodi visoko otrovne spojeve poput metil-nitrita. Ukupan broj jedinki u Europi prema podacima IUCN Crvene liste iznosi između 130 i 270 milijuna.
| Zemlja/država | Broj vrabaca (procjena) | Godina        | Zaključak                                                                   |
| ------------- | ----------------------- | ------------- | --------------------------------------------------------------------------- |
| Luksemburg    | 35.000 - 40.000         | 2002.         | Vrapci su u Luksemburgu veoma česti.                                        |
| Lihtenštajn   | 1.000 - 2.500           | 1998. – 2000. | Vrabaca je tek nekoliko tisuća te bi mogli postati rijetki.                 |
| Njemačka      | 4.000.000 - 10.000.000  | 1995. – 1998. | Vrapci su veoma brojni te, izgleda, nema prorjeđivanja vrabaca u Njemačkoj. |
| Švedska       | 400.000 - 50.000        | 1998. – 2002. | Veoma su česti u Švedskoj.                                                  |
| Austrija      | 350.000 - 700.000       | 1998. – 2002. | Veoma česti u Austriji.                                                     |
| Češka         | 2,8 - 5,6 miljuna       | 2001. – 2003. | Brojni su.                                                                  |

### Vrapci u Australiji
Vrapci su u Australiju dovedeni 1863. i 1870. godine. Najprije su dovedeni u državu Victoriju, a onda su se proširili i u ostale dijelove Australije (uključujući i mjesta kao što su Sydney, Brisbane, Hobart itd.). No, kasnije, vrapci su označeni štetnima u Istočnoj Australiji, a u Zapadnoj Australiji su ih nemilosrdno ubijali.

### Vrapci u Sjevernoj Americi
U Sjevernoj Americi populacija opada, ali su vrapci i dalje najraširenija ptičja vrsta u Sjevernoj Americi. Broj vrabaca u Sjevernoj Americi iznosi otprilike 50 milijuna. U SAD-u i u Kanadi vrapci, golub i čvorak nisu zaštićeni zakonom.

### Galerija
- Mužjak
- Vidljiva razlika između mužjaka (lijevo) i ženke (desno)
- Mladi vrabac
- Ženka
- Tek izleženi mladunci u gnijezdu
- Mladunac star nekoliko dana
- Poštanska marka iz 1999. godine
- Vrabac
- Mužjak

## Vanjske poveznice

### Ostali projekti
|  | Zajednički poslužitelj ima još gradiva o temi Domaći vrabac |
|  | Wikivrste imaju podatke o taksonu Običnom vrapcu            |
|  | Wječnik ima rječničku natuknicu vrabac                      |
|  | Wikicitati imaju zbirke citata o temi Vrabac                |

- Obični vrabac (engl.)
- Kratki članak o običnom vrapcu (engl.)
- Korisne informacije o vrapcu (engl.)
- Kontrola gnijezda plavih ptica  Arhivirana inačica izvorne stranice od 27. prosinca 2007. (Wayback Machine) (engl.)
- Podatci o mužjaku i ženki  Arhivirana inačica izvorne stranice od 8. svibnja 2009. (Wayback Machine) (engl.)